# Lačinski rajon
Lačinski rajon (azerski: Laçın rayonu, armenski: Լաչինի շրջան) je jedan od 66 azerbajdžanskih rajona. Lačinski rajon se nalazi na zapadu Azerbajdžana na granici s Armenijom. Središte rajona je Lačin. Površina Lačinskog rajona iznosi 1.840 km². Lačinski rajon je prema popisu stanovništva iz 2009. imao 69.087 stanovnika, od čega su 34.332 muškarci, a 34.755 žene.
Distikt je bio pod nadzorom Gorskog Karabaha od 1992. (prvi rat u Gorskom Karabahu) do drugog rata 2020. Do danas još samo grad Lačin i uski pojas terotirija koji spaja Armeniju i Gorski Karabah – tzv. Lačinski koridor - nije vraćen Azerbajdžanu već je pod nadzorom ruskih mirotvoraca.